# バグラシュ県
バグラシュ県（バグラシュけん）は、中華人民共和国新疆ウイグル自治区バインゴリン・モンゴル自治州に位置する県。

## 行政区画
2鎮、5郷を管轄：
- 鎮：バグラシュクーリ鎮（博湖鎮）、ブムブトゥ鎮（本布図鎮）
- 郷：タバンジョキン郷（塔温覚肯郷）、ウランジェクスィン郷（烏蘭再格森郷）、チェキンノール郷（才坎諾爾郷）、チャガンノール郷（査干諾爾郷）、バグラシュクーリ郷（博斯騰湖郷）